# Foucaucourt-sur-Thabas
Pour les articles homonymes, voir Foucaucourt.
Foucaucourt-sur-Thabas est une commune française située dans le département de la Meuse, en région Grand Est.

## Géographie

### Hydrographie
La commune est dans la région hydrographique « la Seine du confluent de l'Oise (inclus) à l'embouchure » au sein du bassin Seine-Normandie. Elle est drainée par la rivière Hardillon, le ruisseau de l'Étang Collet, Vallée Cochard, le ruisseau du Bois Labbe, les Avis, le cours d'eau 01 de la Fontaine Saint-Jean, la Vallée Notre Dame, le ravin d'Orvau, le ruisseau des Chevres et divers autres petits cours d'eau,.
La rivière Hardillon, d'une longueur de 16 km, prend sa source dans la commune  et se jette  dans l'Aisne à Villers-en-Argonne, après avoir traversé cinq communes. 

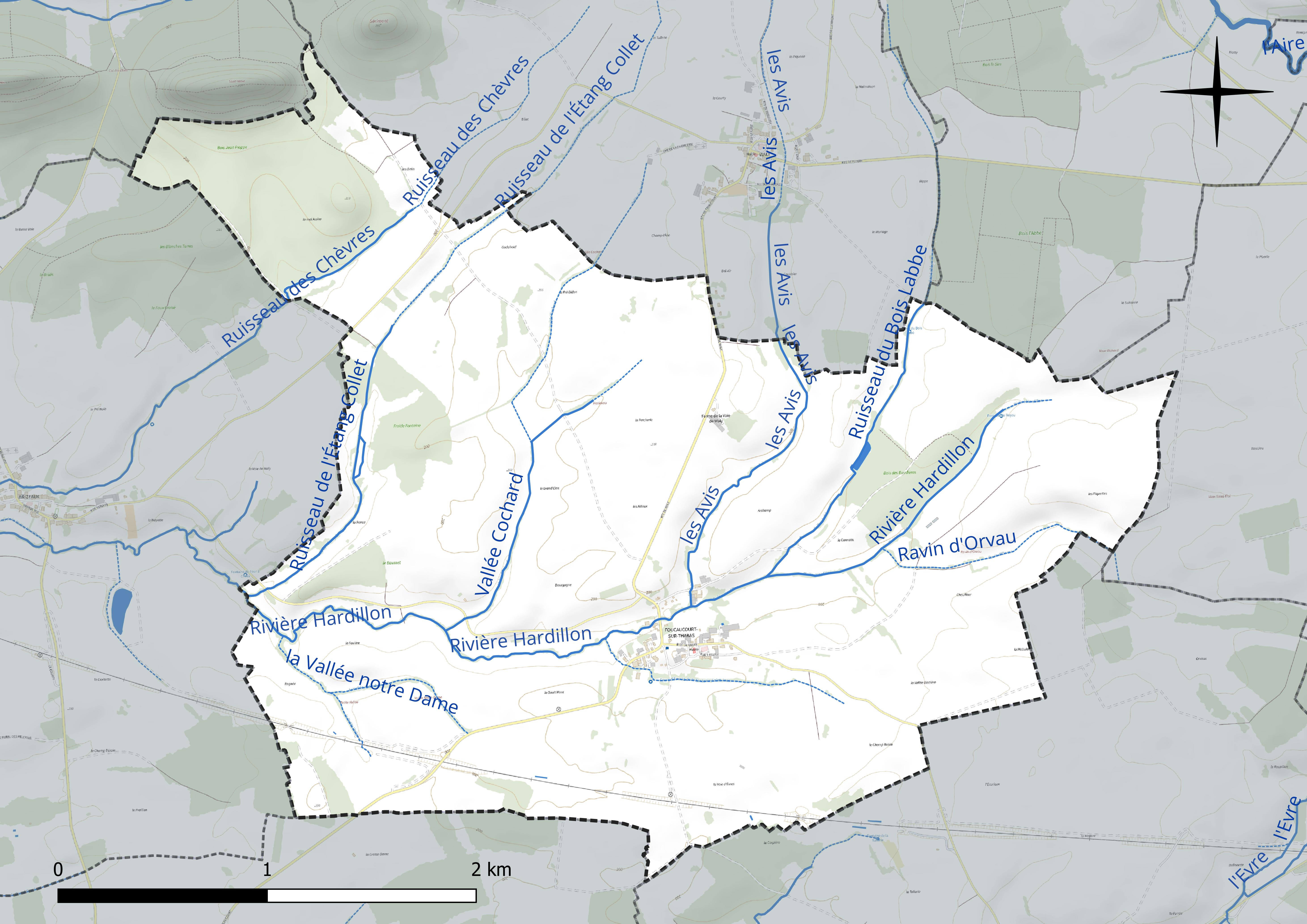
Réseau hydrographique de Foucaucourt-sur-Thabas.

### Climat
Pour des articles plus généraux, voir Climat du Grand Est et Climat de la Meuse.
En 2010, le climat de la commune est de type climat de montagne, selon une étude du Centre national de la recherche scientifique s'appuyant sur une série de données couvrant la période 1971-2000. En 2020, Météo-France publie une typologie des climats de la France métropolitaine dans laquelle la commune est exposée à un climat océanique altéré et est dans la région climatique  Lorraine, plateau de Langres, Morvan, caractérisée par un hiver rude (1,5 °C), des vents modérés et des brouillards fréquents en automne et hiver. 
Pour la période 1971-2000, la température annuelle moyenne est de 9,9 °C, avec une amplitude thermique annuelle de 15,9 °C. Le cumul annuel moyen de précipitations est de 967 mm, avec 13,5 jours de précipitations en janvier et 9,4 jours en juillet. Pour la période 1991-2020, la température moyenne annuelle observée sur la station météorologique de Météo-France la plus proche, « Triaucourt_sapc », sur la commune de Seuil-d'Argonne à 4 km à vol d'oiseau, est de 11,0 °C et le cumul annuel moyen de précipitations est de 796,7 mm. 
La température maximale relevée sur cette station est de 40,1 °C, atteinte le 25 juillet 2019 ; la température minimale est de −17,8 °C, atteinte le 20 décembre 2009,,. 
Les paramètres climatiques de la commune ont été estimés pour le milieu du siècle (2041-2070) selon différents scénarios d'émission de gaz à effet de serre à partir des nouvelles projections climatiques de référence DRIAS-2020. Ils sont consultables sur un site dédié publié par Météo-France en novembre 2022.

## Urbanisme

### Typologie
Au 1er janvier 2024, Foucaucourt-sur-Thabas est catégorisée commune rurale à habitat très dispersé, selon la nouvelle grille communale de densité à sept niveaux définie par l'Insee en 2022.
Elle est située hors unité urbaine et hors attraction des villes,.

### Occupation des sols
L'occupation des sols de la commune, telle qu'elle ressort de la base de données européenne d’occupation biophysique des sols Corine Land Cover (CLC), est marquée par l'importance des territoires agricoles (87,3 % en 2018), une proportion sensiblement équivalente à celle de 1990 (87,4 %). La répartition détaillée en 2018 est la suivante : 
terres arables (54,3 %), prairies (30,4 %), forêts (12,7 %), zones agricoles hétérogènes (2,7 %). L'évolution de l’occupation des sols de la commune et de ses infrastructures peut être observée sur les différentes représentations cartographiques du territoire : la carte de Cassini (XVIIIe siècle), la carte d'état-major (1820-1866) et les cartes ou photos aériennes de l'IGN pour la période actuelle (1950 à aujourd'hui).

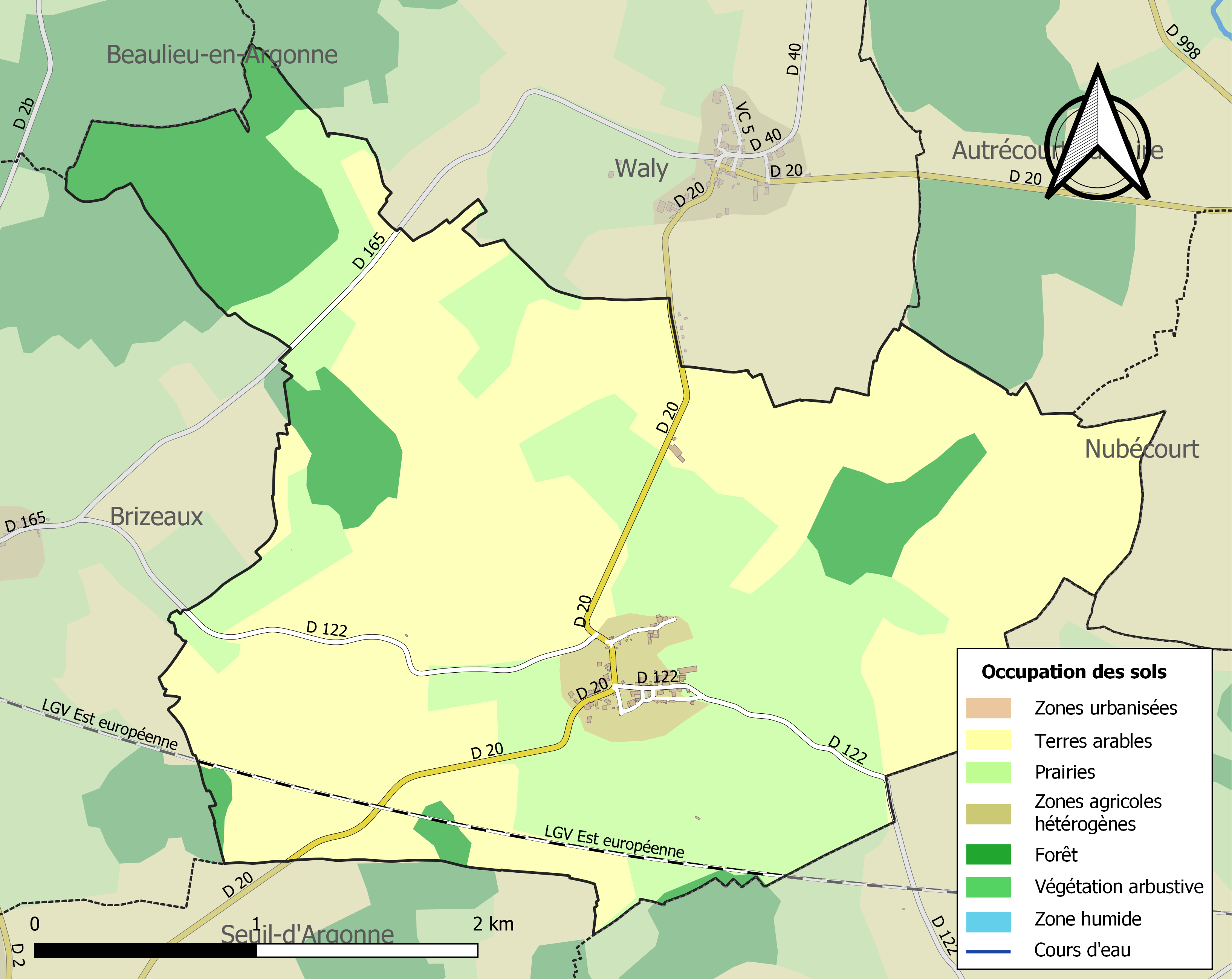
Carte des infrastructures et de l'occupation des sols de la commune en 2018 (CLC).

## Toponymie
Le nom de la localité est attesté sous les formes Figildi-curtis (962) ; Faucaudi-curtis (1043) ; Foucoucourt (1352) ; Foulcaucourt, Fulconis-curia (1642) ; Foucaucour (1656) ; Fuchea-curia (1738) ; Fulcadi-curtis, Fulconis-curtis (1745) ; Fulcherii-curtis (1756).

Le Thabas est un ruisseau qui prend sa source à l'est de Foucaucourt et se jette dans l'Aisne.

## Politique et administration
| Période                                  | Période   | Identité                                         | Étiquette | Qualité |
| ---------------------------------------- | --------- | ------------------------------------------------ | --------- | ------- |
| Les données manquantes sont à compléter. |           |                                                  |           |         |
| mars 2001                                | mars 2008 | Gérard Pierre                                    |           |         |
| mars 2014                                | En cours  | Clarisse Jacquet Réélue pour le mandat 2020-2026 |           |         |

## Population et société

### Démographie
L'évolution du nombre d'habitants est connue à travers les recensements de la population effectués dans la commune depuis 1793. Pour les communes de moins de 10 000 habitants, une enquête de recensement portant sur toute la population est réalisée tous les cinq ans, les populations de référence des années intermédiaires étant quant à elles estimées par interpolation ou extrapolation. Pour la commune, le premier recensement exhaustif entrant dans le cadre du nouveau dispositif a été réalisé en 2004.

En 2022, la commune comptait 61 habitants, en évolution de +7,02 % par rapport à 2016 (Meuse : −4,4 %, France hors Mayotte : +2,11 %).
| 1793 | 1800 | 1806 | 1821 | 1831 | 1836 | 1841 | 1846 | 1851 |
| ---- | ---- | ---- | ---- | ---- | ---- | ---- | ---- | ---- |
| 183  | 179  | 210  | 208  | 233  | 264  | 267  | 267  | 272  |

| 1856 | 1861 | 1866 | 1872 | 1876 | 1881 | 1886 | 1891 | 1896 |
| ---- | ---- | ---- | ---- | ---- | ---- | ---- | ---- | ---- |
| 252  | 260  | 240  | 215  | 240  | 239  | 233  | 215  | 208  |

| 1901 | 1906 | 1911 | 1921 | 1926 | 1931 | 1936 | 1946 | 1954 |
| ---- | ---- | ---- | ---- | ---- | ---- | ---- | ---- | ---- |
| 199  | 190  | 164  | 151  | 132  | 113  | 103  | 76   | 97   |

| 1962 | 1968 | 1975 | 1982 | 1990 | 1999 | 2004 | 2006 | 2009 |
| ---- | ---- | ---- | ---- | ---- | ---- | ---- | ---- | ---- |
| 104  | 87   | 76   | 73   | 61   | 64   | 60   | 60   | 57   |

| 2014 | 2019 | 2022 | - | - | - | - | - | - |
| ---- | ---- | ---- | - | - | - | - | - | - |
| 57   | 58   | 61   | - | - | - | - | - | - |

## Culture locale et patrimoine

### Lieux et monuments
- L'église paroissiale Saint-Jean-Baptiste datant du XVe siècle est classée au titre des monuments historiques depuis 1941[21].

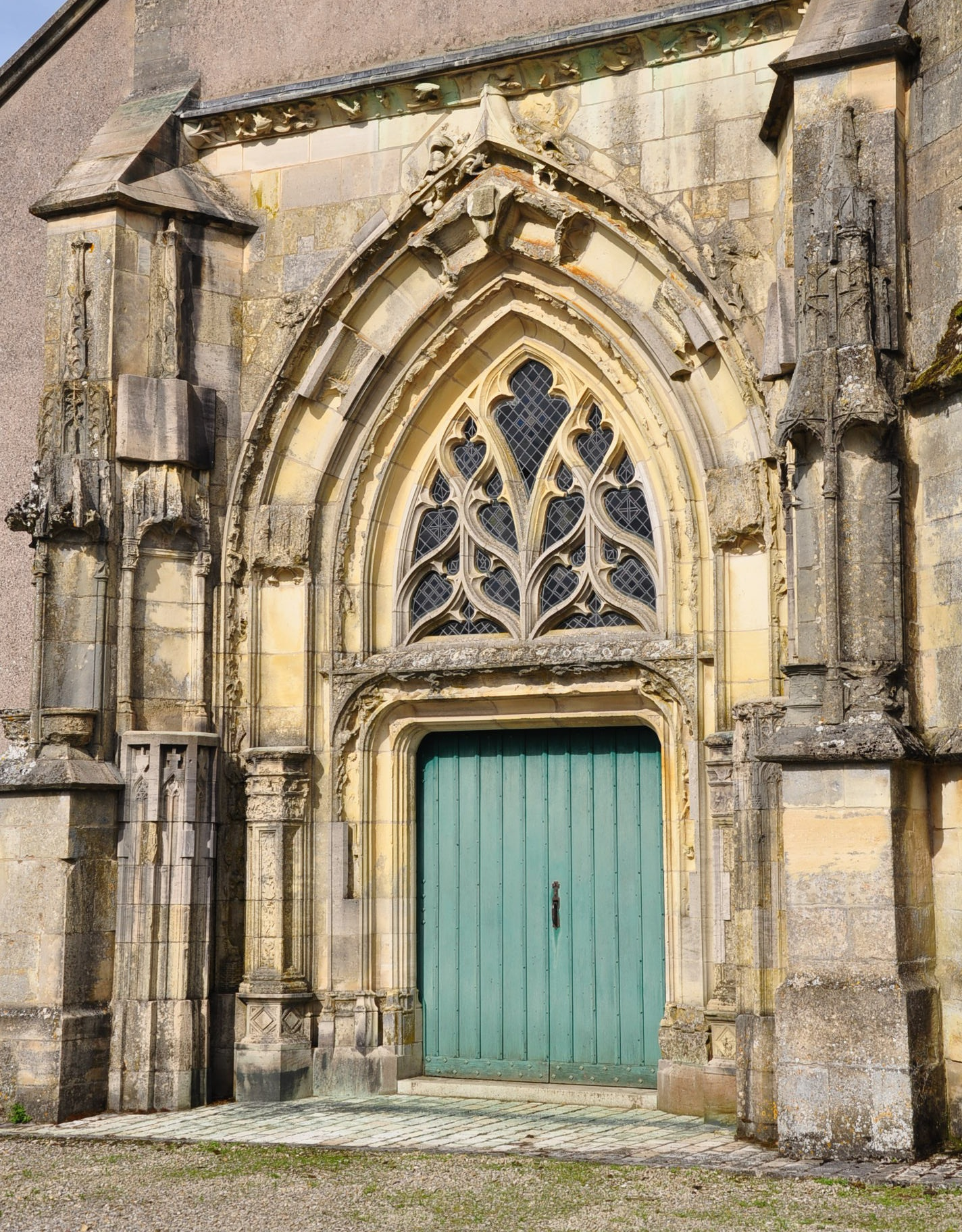
Portail de l'église.
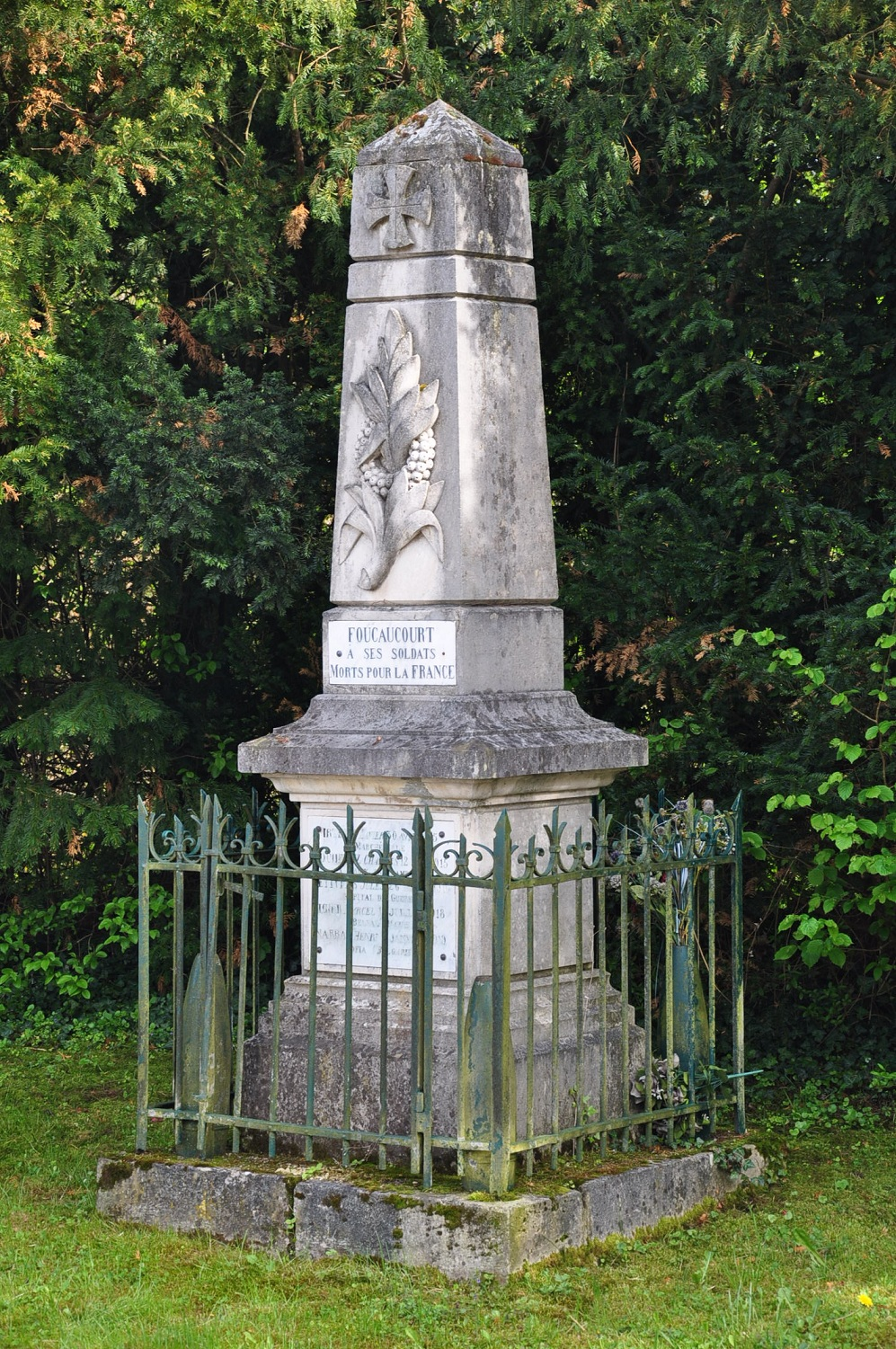
Monument aux morts.
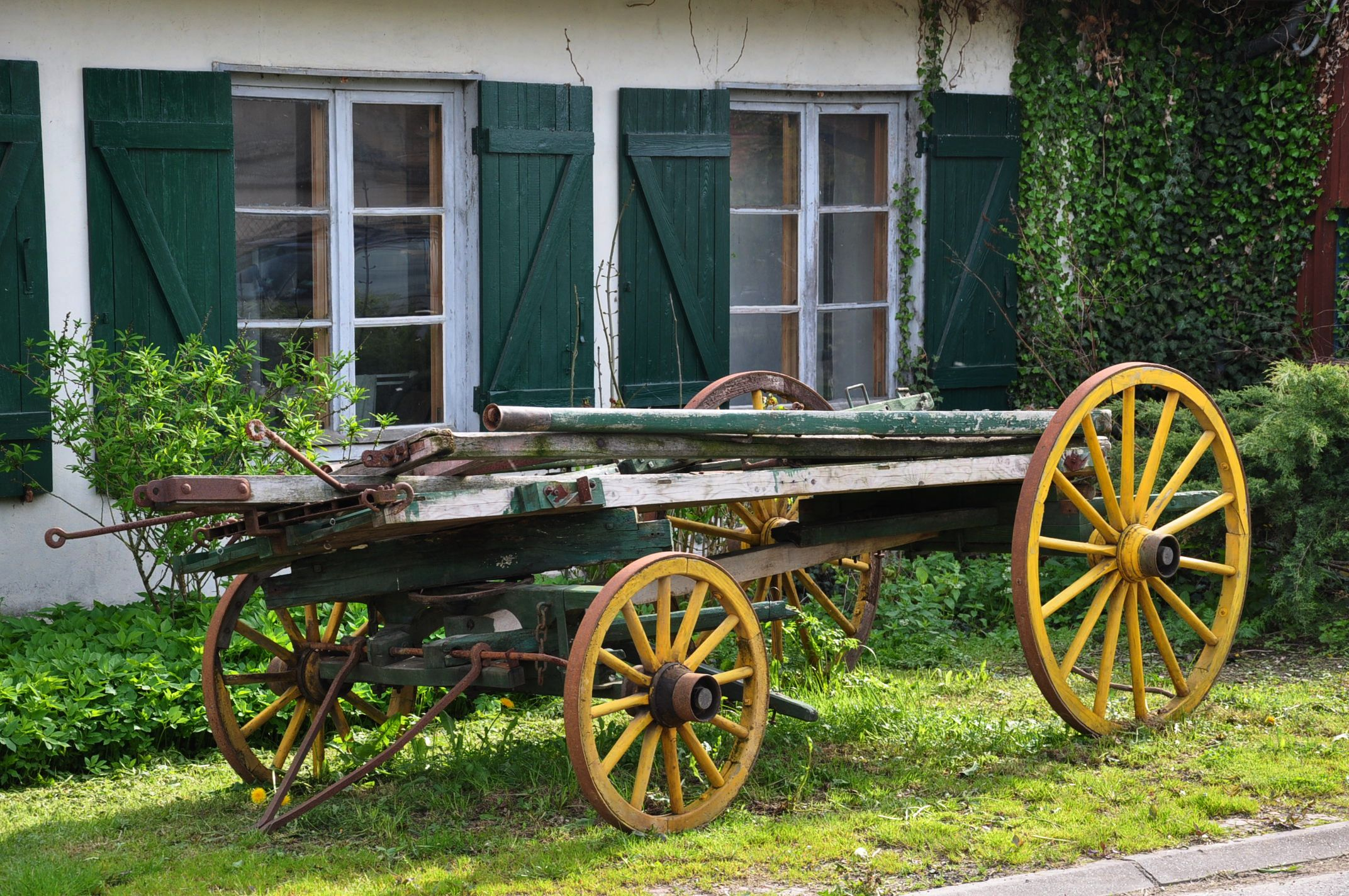
Vieux chariot au village.
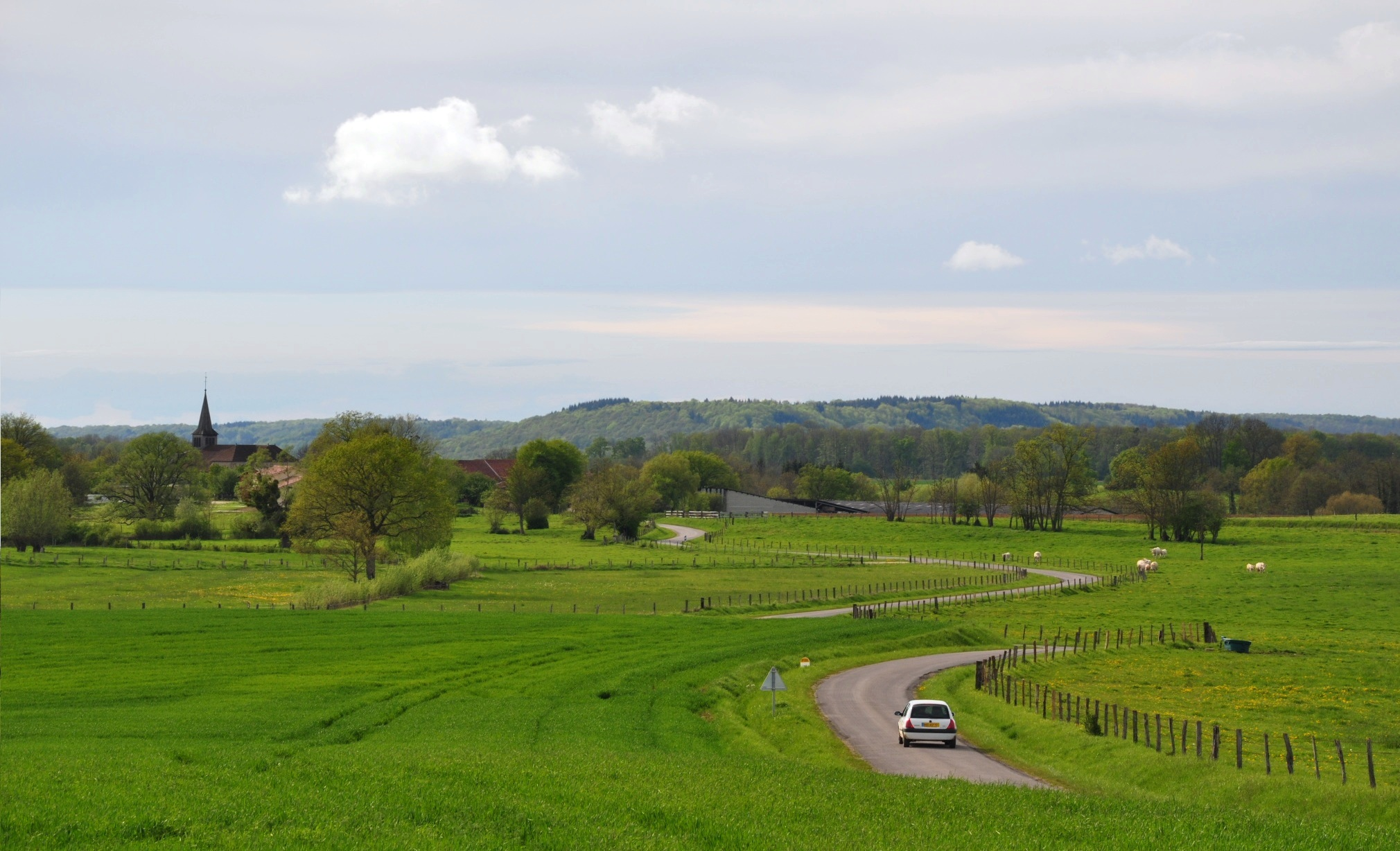
S'approchant au village.

### Héraldique, logotype et devise
| Blason de Foucaucourt-sur-Thabas | Blason  | De gueules à la toupie d'argent sénestrée d'une soupière du même soutenues d'une plaine ondée d'argent ; au chef cousu d'azur à une sauterelle d'or.           |
| Blason de Foucaucourt-sur-Thabas | Détails | * Il y a là non-respect de la règle de contrariété des couleurs : ces armes sont fautives (azur sur gueules). Le statut officiel du blason reste à déterminer. |